# Estonia en los Juegos Paralímpicos de París 2024
Estonia estuvo representada en los Juegos Paralímpicos de París 2024 por cinco deportistas, tres hombres y dos mujeres. El equipo paralímpico estonio no obtuvo ninguna medalla en estos Juegos.